# Jegind
Jegind er den største landsby på limfjordsøen Jegindø med 200 indbyggere i byområdet (2010). Jegindø er via en dæmning forbundet til halvøen Thyholm. Jegind er beliggende syv kilometer øst for Hvidbjerg og 24 kilometer nord for Struer.
Landsbyen ligger i Region Midtjylland og hører under Struer Kommune. Jegind er beliggende i Jegindø Sogn.
I landsbyen ligger Jegindø Kirke.